# Chiesa di Santa Maria in Canonica
La chiesa di Santa Maria in Canonica è un luogo di culto cattolico che si trova nel centro storico di Colle di Val d'Elsa, in provincia di Siena, all'interno dell'arcidiocesi di Siena-Colle di Val d'Elsa-Montalcino.

## Storia
Nonostante alcune ipotesi di origini notevolmente più antiche, addirittura paleocristiane, la chiesa appare documentata per la prima volta il 27 novembre 1183 quando viene confermata da papa Lucio III a Mauro abate dell'abbazia di Spugna; un certo Mercadante, chierico dell'abbazia, era rettore e cappellano alla data 9 dicembre 1218.
Poco tempo dopo, nel 1224, «in ecclesia S. Marie de Colle» venne rogato un atto di pace tra il Comune e l'arciprete di Colle «coram sacerdote Bono priore dicte ecclesie», mentre nel 1225 venne fusa la campana, collocata nella torre adiacente alla chiesa, più antica e adattata a campanile, che reca l'iscrizione: «Ildibrandinus senensis fecit hoc opus MCCXXV tempore prioris Bono»; si può ritenere che anche Bono, come già Mercatante, fosse un benedettino dell'abbazia di Spugna.
Nel 1231 un contratto con l'abate di Spugna quale parte contraente venne redatto «Colle in claustro Canonice S. Marie».
L'identificazione con la chiesa di S. Maria in Canonica piuttosto che con l'omonima chiesa del borgo di Spugna appare certa, sebbene fino ad epoca recente si sia fatta confusione attribuendo i documenti sopra citati ad entrambe le chiese: sembra rilevante che questa è sempre definita come «S. Maria de Colle» o comunque specificando che si trova a Colle, mentre l'altra è sempre indicata nei documenti medievali come «S. Maria de Spongia».
Secondo la tradizione, Arnolfo di Cambio sarebbe nato intorno al 1245 nella casa-torre che da lui prende il nome, distante appunto poche decine di metri dalla Canonica, della quale sarebbe stato parrocchiano. Nella chiesa sono evidenti le varie fasi costruttive ma entro la prima metà del XIII secolo doveva aver già assunto l'aspetto attuale.
Il 18 ottobre 1232 Gottifredo de' Prefetti, cappellano e delegato papale, vi lesse forse la sentenza di scomunica contro i fiorentini; le nascenti magistrature comunali vi tennero talvolta le proprie assemblee: così nel 1234, allorquando il podestà ed i consiglieri del Comune di Colle, radunati «in Canonica S. Marie Castri Abbatis», deliberarono circa il pagamento di un prestito; altra testimonianza importante sui primi anni di vita è quella del 24 febbraio 1239 quando vi venne redatto l'atto di concessione di autonomia consegnato dal vicario imperiale Pandolfo di Fasianella al comune di Colle.
La festa titolare di S. Maria si celebrava nel mese di settembre già dall'anno 1333. Da un documento del 5 agosto 1335 apprendiamo, inoltre, che il camerlengo del Comune di Colle stanziava annualmente tre lire «Canonice de Colle in festo S. [Marie] de mense septembris» per l'offerta pubblica di un quantitativo di cera da parte del podestà, del capitano del popolo e dell'ufficio dei Dodici. Le magistrature comunali colligiane vi partecipavano al completo in veste ufficiale ed eleggevano un loro rappresentante, addetto all'offerta di «unum cereum sive torchium grossum, pictum armis Communis», «quod cereum teneatur in tali ecclesia et accendatur quando elevatur corpus Domini Nostri Yeshu Christi donec ipsum cereum durabit ad ipsius reverentiam in celebratione Missarum».
Fin dai primi documenti compare con il nome attuale come canonica S. Marie e nelle decime del 1298-1299 viene indicata anche come canonica S. Marie castri Alberti de Colle. Tuttavia i monaci dell'abbazia di Spugna continuarono a provvedere all'officiatura della chiesa, direttamente o con cappellani esterni, fino a tutto il XIV secolo.
Grazie al fatto di essere inserita all'interno del castello di Colle, la chiesa godette di buone rendite sempre comprese tra le 3 e le 6 lire annue tra il 1275 e il 1356, oltretutto esentasse. La situazione economica migliorò ancora nel corso del XIV secolo, periodo in cui ricevette diverse donazioni testamentarie che furono usate per realizzare delle modifiche architettoniche; ad esempio il 25 febbraio 1396 con i soldi ricavati dalla donazione di Piero di Luca venne costruita la cappella di santa Maria mentre con i soldi di Piero Capocchi da Colle il 19 gennaio 1400 venne fondata una cappella dedicata alla Santissima Annunziata.
Nel corso del XV secolo divenne anche l'oratorio del Comune e vi fu collocata la campana detta la Martinella, fusa nel 1351 e strappata dai Senesi in battaglia. Nella prima metà del XV secolo fu dato incarico a Pier Francesco Fiorentino di realizzare un affresco da farsi sulla parete destra e raffigurante Dio Padre benedicente. Nel 1551 aveva il titolo di prioria e nel suo popolo vivevano 104 abitanti che aumentarono nei secoli seguenti. Dopo l'elevazione di Colle a città e conseguente istituzione della diocesi, il rettore della chiesa Don Cheluzzo Fani fece restaurare l'interno: venne realizzato un soffitto a stuoia, furono fatti degli stucchi e aperte nuove finestre, tutti i lavori erano conclusi il 3 maggio 1603 quando il vescovo Usimbardo Usimbardi la consacrò. Pochi anni dopo, nel 1607, il campanile fu arricchito da una terza campana.
Nel 1937 venne iniziata una campagna di restauri diretta dal professor Ferdinando Silva che portarono alla rimozione di ogni intervento barocco. Altri restauri all'interno sono stati fatti nel 1994.

## Descrizione

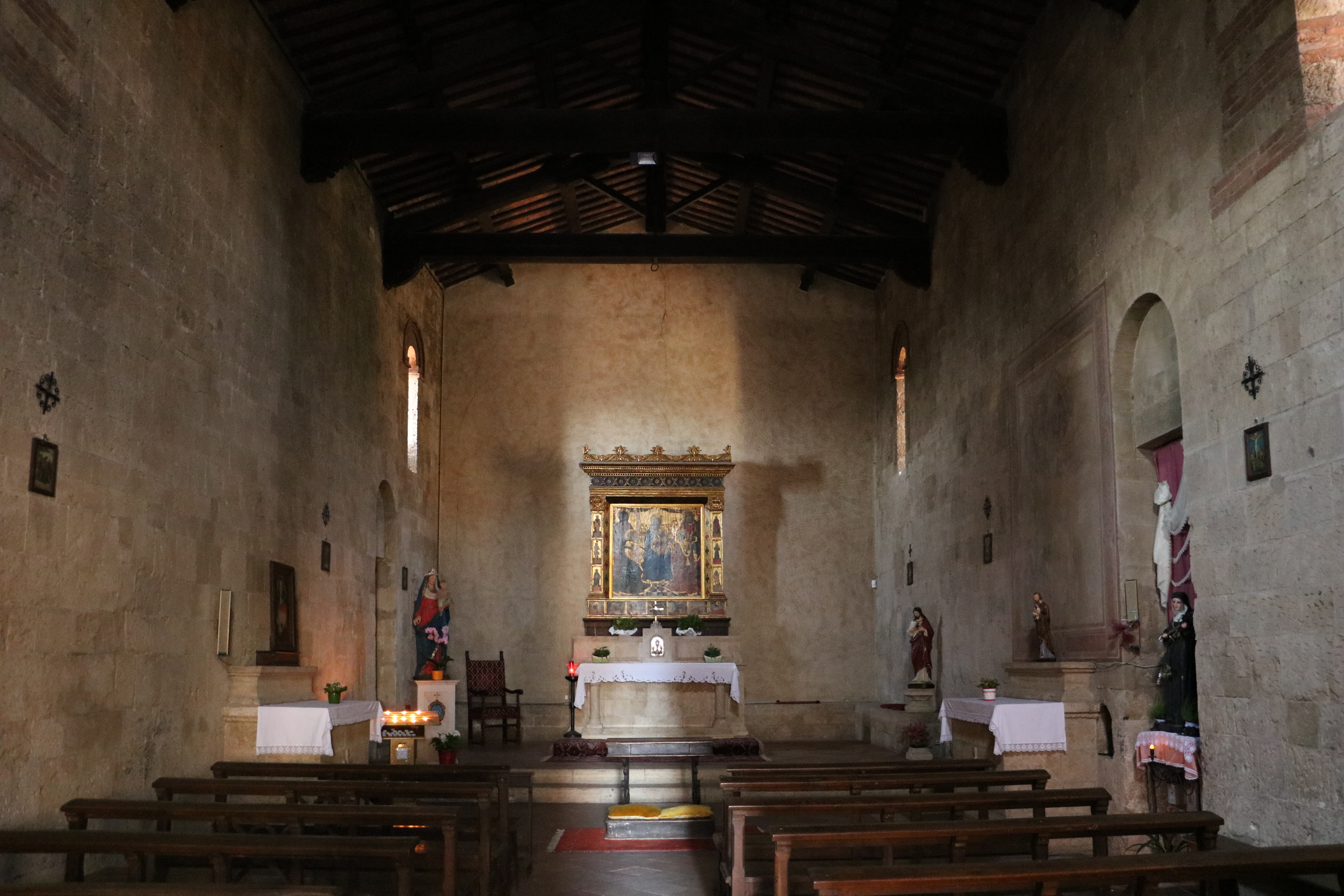
Interno

La chiesa è situata a Colle alta in via del Castello e consiste in un edificio ad aula unica coperto a tetto.

### Esterno
La chiesa presenta un paramento murario in travertino, arenaria e calcare spugnoso i cui conci sono disposti su corsi orizzontali e paralleli, alcune volte alternati a corsi di mattoni.
La facciata, rivolta a oriente, è a capanna e oltre al portale presenta una rosone posto tra il portale stesso e la cuspide; la facciata è visibilmente divisa in due parti grazie all'uso di materiali diversi che le danno un aspetto diacronico. La parte inferiore è la più antica ed è stata realizzata con conci di arenaria. In questa parte si apre il portale architravato con lunetta monolitica; l'archivolto con estradosso leggermente rialzato secondo lo stile pisano- volterrano presenta una ghiera in mattoni e pietra modanata. Nella parte superiore il paramento murario è bicromo e realizzato mediante l'alternanza tra una fila di conci di travertino e tre file di mattoni, il tutto inquadrato tra due lesene. Nel mezzo si apre il rosone a ruota di carro i cui raggi sono in marmo e la ghiera è costituita da mattoni e travertino. Il coronamento è fatto mediante una serie di archetti disposti simmetricamente, questa parte è stata realizzata negli anni trenta del XX secolo.
Nella fiancata visibile dalla piazza le due fasi costruttive sono ancora più evidenti. La più antica è quelle corrispondente al basamento e alla parte destra. Questa parte è realizzata mediante l'uso di arenaria dorata e qui si apriva un portale di cui è visibile solo la parte superiore con l'architrave in travertino sostenente una lunetta monolitica e un arco a tutto sesto, questa porta risale al XIV secolo e serviva per accedere dalla cappella sotterranea. La parte più vicina alla facciata è più tarda ed è bicroma. È aperta da una monofora a doppio sguancio con archivolto in cotto. Una finestra simile si trova più a destra ed è frutto del restauro novecentesco. Nel fianco meridionale si aprono due monofore identiche a quelle del fianco opposto e un portale che dà accesso all'orto.
La tribuna è la parte più antica e in origine era usata come abitazione collegata alla torre. La torre è stata trasformata in campanile entro il primo quarto del XIII secolo ed è realizzata con arenaria al piano terra e con travertino spugnoso nei piani superiori. Al piano terreno era aperta da due portali ad arco crescente; in seguito la torre fu aperta da una bifora in cotto. A destra della torre si trova un basso edificio dotato di un ampio portale con arco estradossato riferibile al XII secolo.

### Interno
L'interno è coperto a capriate lignee. Qui si ripete la stessa muratura visibile di fuori.
All'interno, la grande pala quattrocentesca a edicola dell'altare maggiore con al centro la Madonna col Bambino e i santi Giovanni Battista, Lorenzo, Marco e Nicola, di Pier Francesco Fiorentino (XV secolo).
Vi si osservano anche tracce di affreschi molto deteriorati.

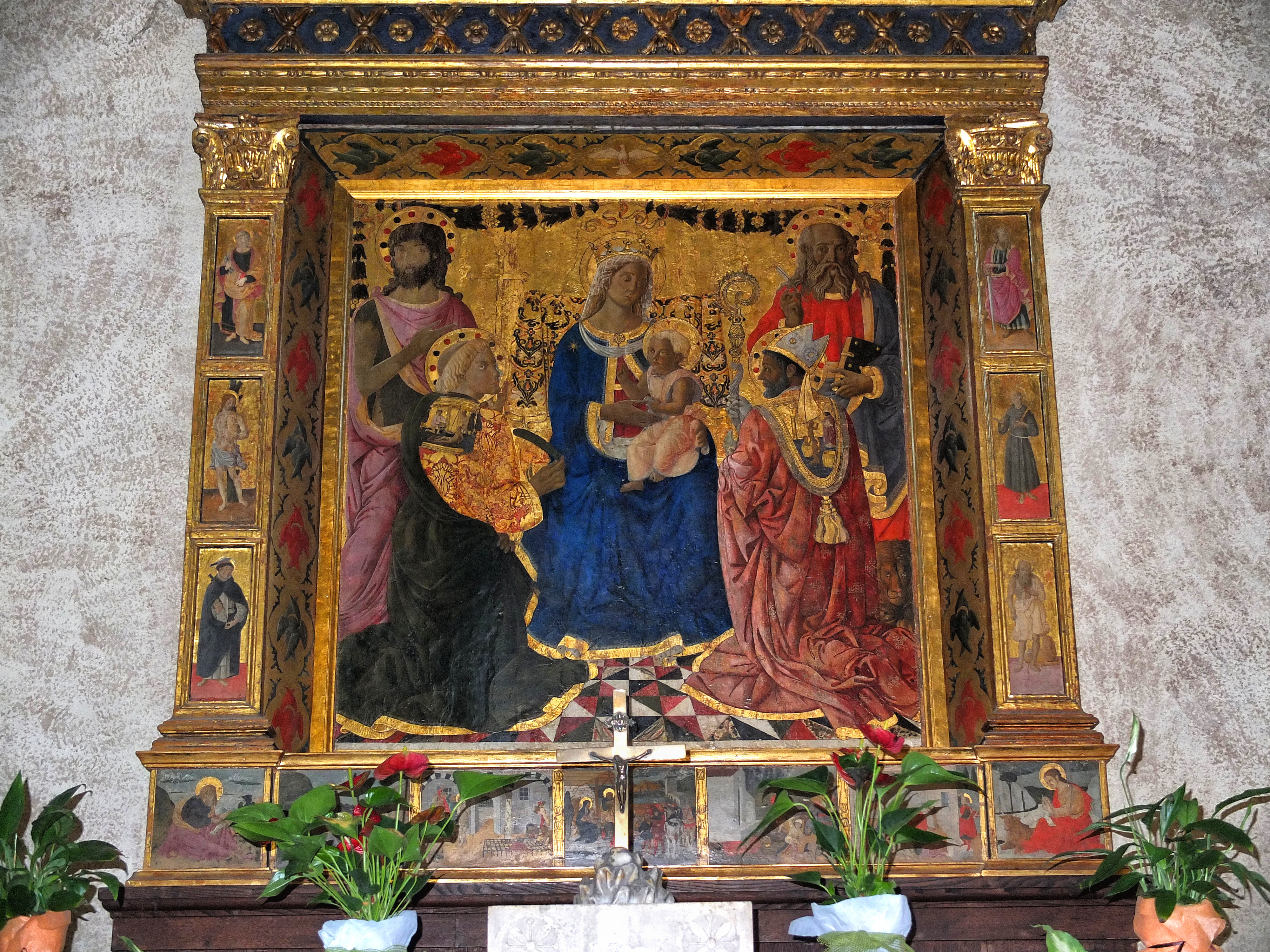
Pier Francesco Fiorentino, Madonna col Bambino e i santi Giovanni Battista, Lorenzo, Marco e Nicola (XV secolo)
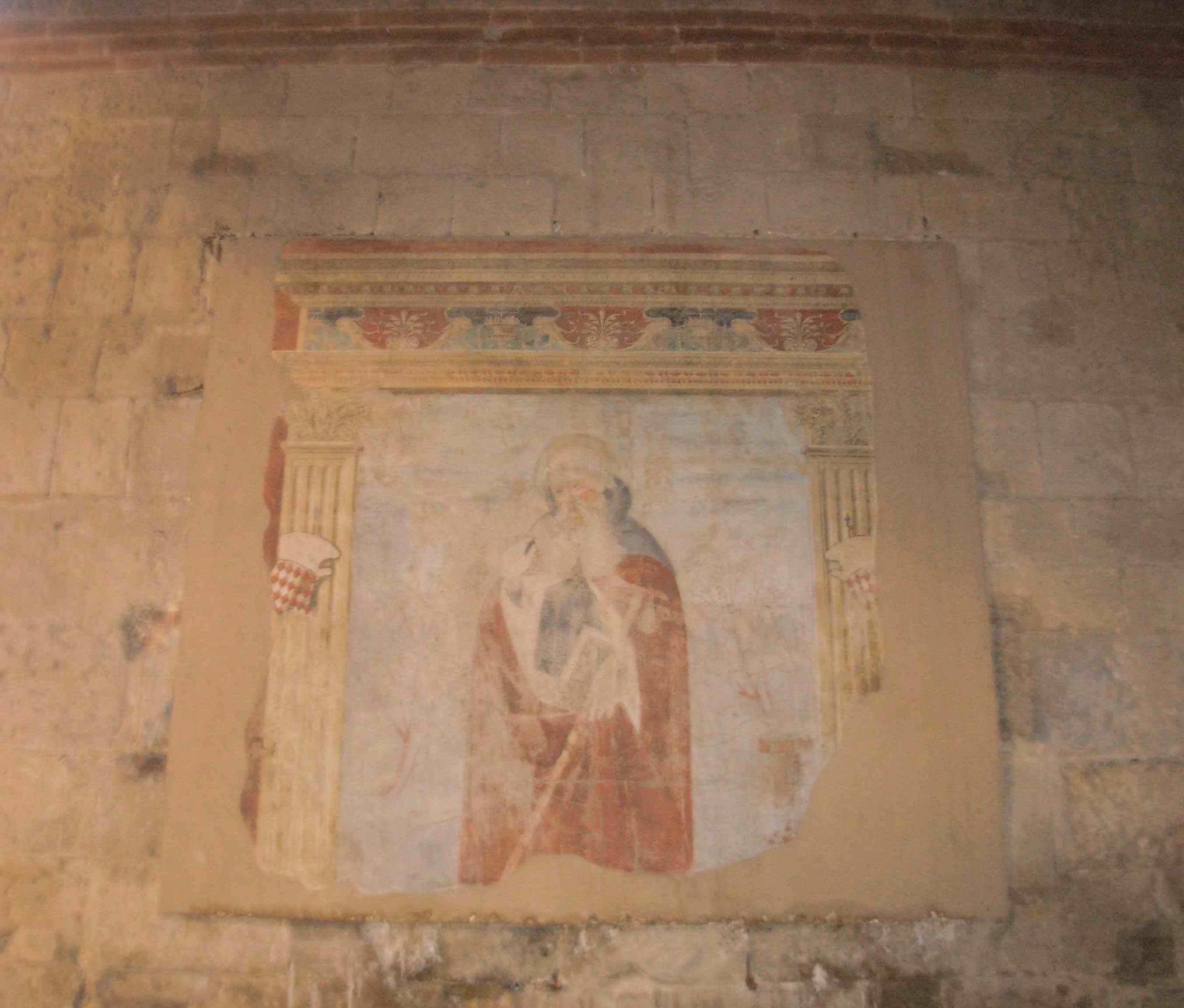
Alesso di Benozzo Gozzoli, S. Antonio abate (XV secolo)
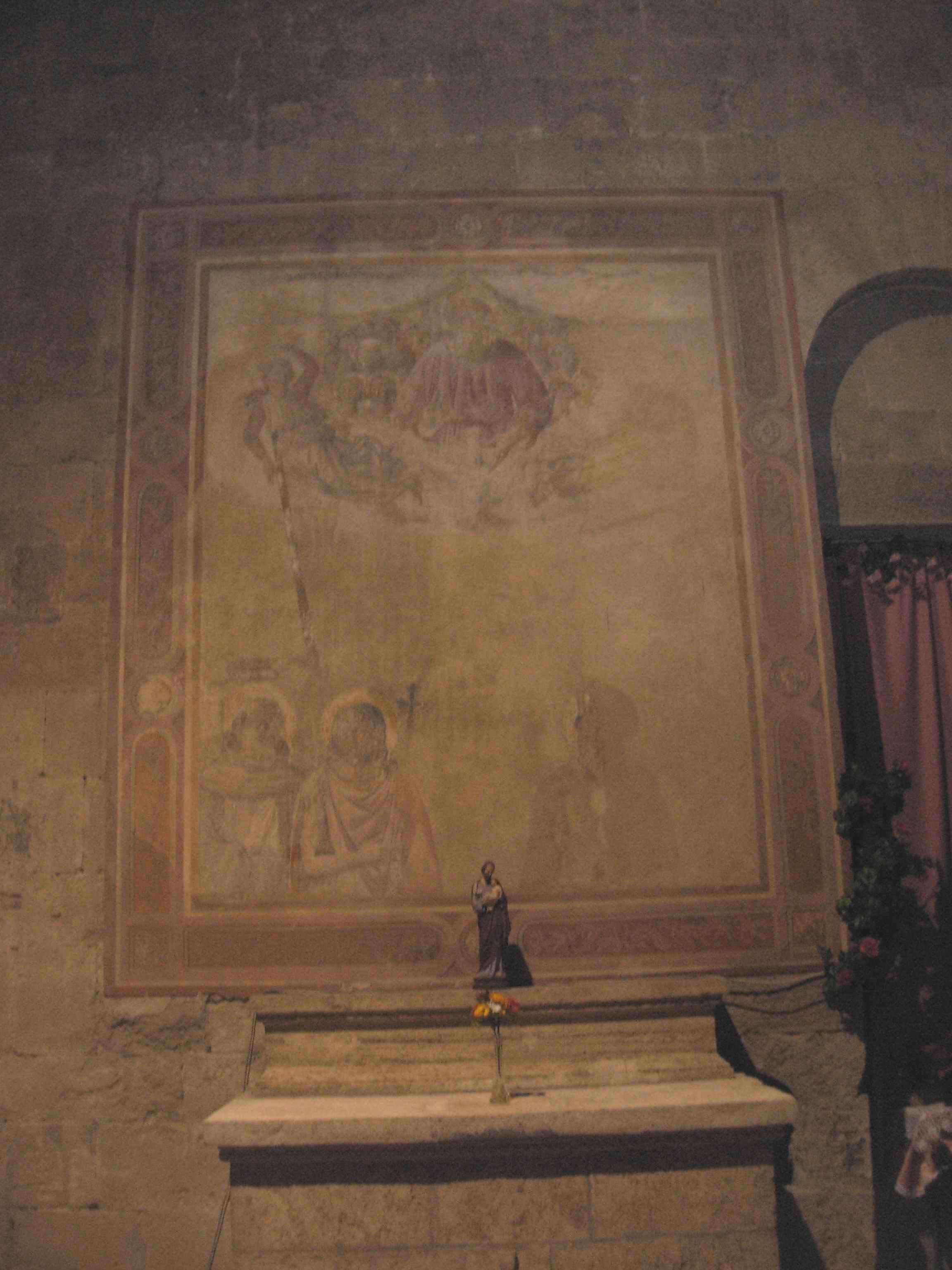
Pier Francesco Fiorentino, Dio Padre benedicente (XV secolo)